# Aspidistra longipetala
Aspidistra longipetala là một loài thực vật có hoa trong họ Măng tây. Loài này được S.Z.Huang mô tả khoa học đầu tiên năm 1986.